# Léo Drouyn
François Joseph Léo Drouyn, né à Izon le 12 juillet 1816 et mort à Bordeaux le 4 août 1896, archéologue, peintre, dessinateur et graveur français.
Artiste et savant girondin, il a laissé au milieu du XIXe siècle un fonds iconographique exceptionnel sur le patrimoine aquitain autour de 1850, quarante ans avant les premiers témoignages photographiques : l’œuvre retrouvée est riche de plus de 5 000 dessins et près de 1 550 gravures. Il participa, dans la lignée de Victor Hugo et du mouvement romantique, à la redécouverte et au triomphe du Moyen Âge.

## Origines familiales
Léo Drouyn est membre d'une famille noble d'origine lorraine. En effet, la famille Drouyn a été anoblie en 1716 en la personne de Jean-François Drouyn (aïeul de Léo Drouyn). 
Son blason est : « d'azur à l'ancre d'argent, entée et annelée du même, accompagné en chef de deux étoiles aussi d'argent ».
Son père était François Joseph Drouyn (né le 10 mai 1775, décédé le 11 août 1824), écuyer, capitaine de frégate de la marine royale, directeur du port de Bordeaux. Il combat pendant l'expédition de Saint-Domingue sous les ordres du général Leclerc en 1802, puis à Trafalgar en 1805 où il est l'un des 16 officiers de l'Argonaute. Chevalier de l'ordre royal et militaire de Saint-Louis. Il s'était marié le 17 février 1815 avec Marie Fanny de Bontemps de Mensignac, dont il eut trois enfants parmi lesquels se trouvait Léo Drouyn, né le 12 juillet 1816 au domaine des Marronniers à Izon.
Léo Drouyn se trouve orphelin de père à l'âge de huit ans et pris en charge par sa famille lorraine.

## Études
Il commence ses études au collège royal de Nancy où il est envoyé par son grand-oncle et parrain, avocat à Paris, François-Joseph Colin. Il obtient son grade de bachelier ès Lettres le 17 août 1835. Revenu à Bordeaux à l'âge de 18 ans, sa mère l'oriente vers le négoce mais il préfère quitter cet emploi pour suivre les cours du peintre bordelais Jean-Paul Alaux.

## Mariage
Léo Drouyn alors âgé de 22 ans se marie le 28 août 1838 à Bordeaux avec Anne-Marie Montalier originaire d'Izon (née le 28 août 1813, décédée en 1895). Ils ont un fils unique, qui sera architecte : François Léon Lucien Drouyn (né le 9 juillet 1839 à Bordeaux, décédé en 1918). Ce fils épouse la fille de Léo Dufoussat, propriétaire du château d'Anglade à Izon.

## Carrière
Fraîchement marié, et âgé de 23 ans, il part à Paris de 1840 à 1842, où il va fréquenter successivement les ateliers de Raymond Quinsac Monvoisin, Paul Delaroche, Jules Coignet (qui lui fera connaître Théodore Rousseau et Narcisse Díaz de la Peña) et enfin Louis Marvy où il apprend notamment chez ce dernier les procédés de la gravure à l'eau-forte et du vernis mou. De retour à Bordeaux en 1843, il commence à parcourir la campagne girondine. C'est au sujet de l'église de Loupiac, dont les emblèmes l'intriguent, qu'il fait ses premières recherches archéologiques. Il en vient à des études systématiques dans ce domaine. Il débute sa collection au Magasin pittoresque en 1844. Il publie également une série de dix lithographies dans la Guyenne historique et monumentale d'Alexandre Ducourneau.

### Les divers postes

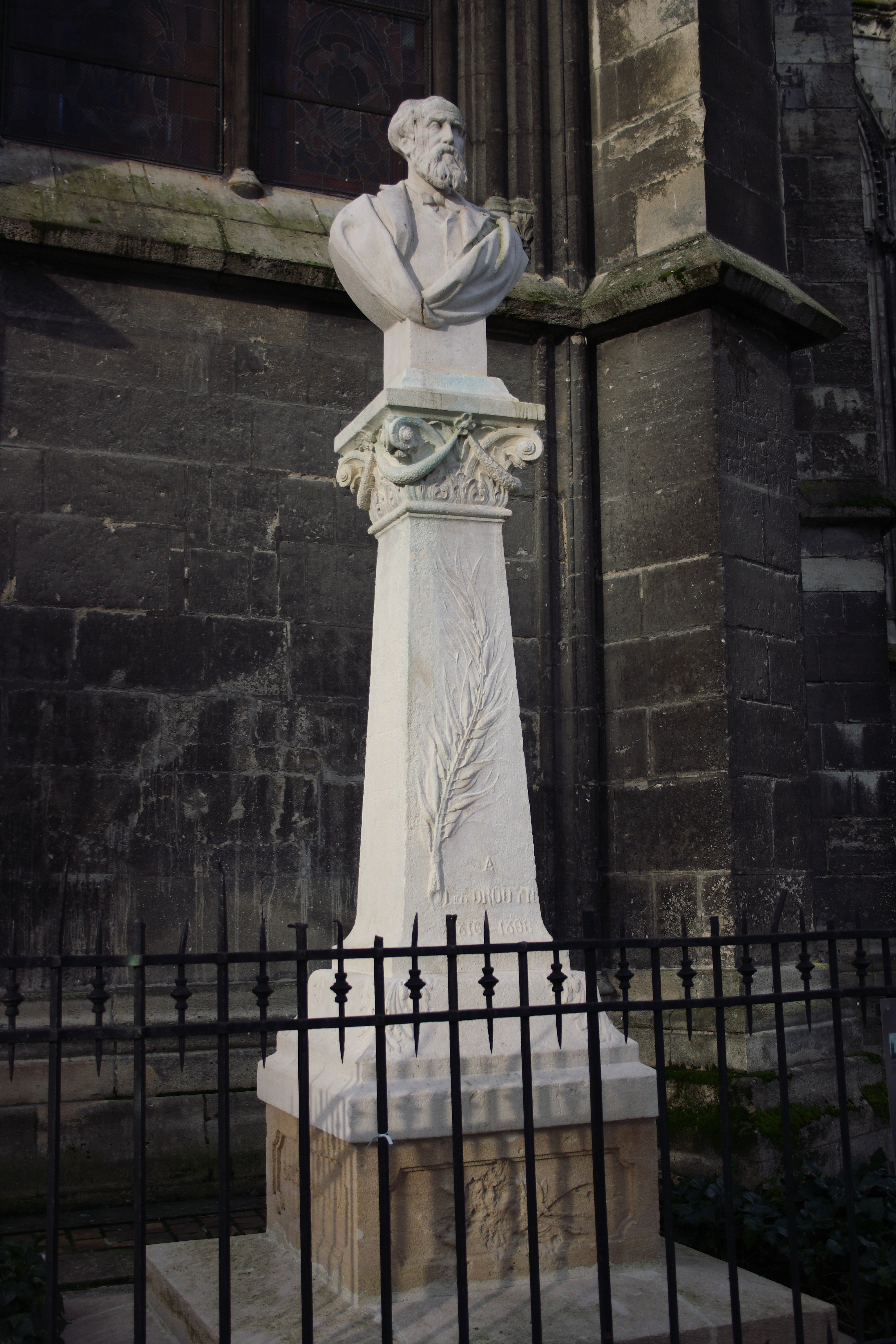
Buste de Léo Drouyn devant la cathédrale Saint-André de Bordeaux

En 1842, il entre comme dessinateur dans la toute jeune commission des Monuments historiques de la Gironde créée le 29 mars 1839. Il exercera à la Commission durant sept ans jusqu'en 1849.
À la suite de sa rencontre avec l'érudit bordelais Charles des Moulins, il entre ensuite en 1844 à la Société française d'archéologie fondée en 1834 par l'érudit normand Arcisse de Caumont. Comprenant que la Commission ne publierait pas son «  Album », il publie en 1844-1845, son premier ouvrage illustré intitulé Choix de types les plus remarquables de l'architecture du Moyen Âge dans le département de la Gironde, recueil de cinquante gravures à l'eau-forte, accompagnées d'un commentaire historique et descriptif fait par Léonce de Lamothe, secrétaire à la Commission. 
Il commence son album de croquis du Périgord en vue d'une publication sur les monuments de cette région. II collabore au Bulletin monumental publié par Arcisse de Caumont. La révolution française de 1848, d'une part, et la défaillance de ses deux collaborateurs périgourdins — Alexis de Gourgues et Félix de Verneilh, avec lesquels il se retrouve au château de Lanquais appartenant à la famille de Gourgues —, interrompent son travail sur le Périgord et il offre son album de croquis à la Société historique et archéologique de Périgord (elle publiera un demi-millier de dessins et gravures en 2001).
Peintre, dessinateur, aquarelliste, il est associé à l’école de Barbizon, mouvement artistique qui redécouvrit au milieu du XIXe siècle, le paysage et la nature. Représentant du mouvement provincial, il a surtout dessiné les monuments et les paysages de son département, mais aussi des départements voisins et d’autres régions françaises.
Ses albums de dessins, ses notes et ses croquis sont une source d’informations inestimable pour la connaissance du patrimoine monumental français avant les grandes restaurations de Viollet-le-Duc et de ses émules locaux dont Paul Abadie, architecte attitré du cardinal Donnet, auxquels il s’opposa fortement. Dessinateur attitré, entre 1842 et 1849, de la commission des Monuments historiques de la Gironde, il mit en exergue, le tout premier, la richesse du patrimoine roman girondin et devint l’un des plus éminents spécialistes de l’architecture médiévale, dont il grava les principaux monuments de sa région (églises, châteaux, abbayes) à l’eau-forte, notamment pour illustrer ses ouvrages imprimés. Il travaille aussi en Dordogne à la demande de son ami le vicomte Alexis de Gourgue. Cinquante ans avant le photographe Félix Arnaudin, il montre également une véritable sensibilité ethnographique, avec une attention toute particulière au petit patrimoine, aux vieilles fermes, à l’architecture en torchis et pans de bois.
Il est élu membre de l'Académie des sciences, belles-lettres et arts de Bordeaux en 1850, puis l'année suivante nommé professeur de dessin au collège des Pères Jésuites de La Sauve-Majeure jusqu'en 1853. Il publie L'Album de la Grande-Sauve. Il expose deux peintures : Bords du Ciron (Landes) et Cestas en 1851.
Puis il est nommé conservateur du musée des Antiques de Bordeaux en 1853, et le demeure jusqu'en 1856. En 1857, il expose encore une peinture : Lisière de Forêt à Saint Symphorien. 
II est ensuite nommé professeur de dessin au lycée de Bordeaux (il le demeure jusqu'en 1866) puis membre de l'Institut des Provinces le 23 juillet 1859. 
Le 11 décembre 1859, il devient membre de la Société des antiquaires de France. Il commence à travailler à la Guyenne militaire. 
Le 26 décembre 1859, il est membre de la commission des Monuments historiques de la Gironde. Il devient également inspecteur des Archives communales de la Gironde jusqu'en 1871. 
Il démissionne de son poste de professeur de dessin au lycée de Bordeaux le 1er janvier 1866. Le 9 janvier 1866, il est nommé membre de la Commission topographique des Gaules. C'est en 1867 qu'il envoie des eaux-fortes au Salon de Paris et obtient une médaille d'or.
En octobre 1868, il est correspondant du ministère de l'Instruction publique. Deux ans plus tard, le 9 août 1870, il est nommé chevalier de la Légion d'honneur. 
En 1872, il est président de l'Académie de Bordeaux. En 1873, il fonde avec Pierre Sansas ou encore Ernest Gaullieur, la Société Archéologique de Bordeaux. En 1874, il publie Bordeaux vers 1450. En 1877, il reçoit les palmes d'officier d'Académie. En 1878, il publie les Variétés girondines. En 1884, il reçoit les palmes d'officier de l'Instruction publique.
Léo Drouyn meurt le 4 août 1896, dans la maison de ses enfants, rue Desfourniels à Bordeaux, dont un tronçon porte aujourd'hui son nom. Il est inhumé dans la sépulture de la famille d'Anglade, au cimetière de la Chartreuse, à Bordeaux.

## Distinctions
- Membre de l'Académie Impériale des Sciences, Belles-Lettres et Arts de Bordeaux
- Membre de la Société des Antiquaires de France
- Membre de l'Institut des Provinces
- Membre de la Commission des Monuments historiques de la Gironde
- Membre de la Commission topographique des Gaules
- Médaille d'or de la gravure à l'eau-forte à l'Exposition annuelle des Beaux-Arts à Paris en 1867
- Président de l'Académie de Bordeaux en 1872
- Inspecteur des archives communales de la Gironde
- Chevalier de la Légion d'honneur (décret du 9 août 1870)[5]
- Officier d'académie (1877)
- Officier de l'Instruction publique (19 avril 1884)

Plusieurs rues portent son nom. Un buste est placé à côté de la cathédrale Saint-André à Bordeaux. Un collège à Vérac porte son nom.
En 2023, lors d'une vente aux enchères organisée à Bordeaux, un carnet contenant 159 croquis de l'artiste est adjugé à 8 300 euros.

## Œuvres de Léo Drouyn
Ses dessins font l'objet d'une édition par les Éditions de l'Entre-deux-Mers.
- Le Choix des types les plus remarquables de l’architecture au Moyen Âge dans le département de la Gironde (1846) Lire en ligne : Première série, Lire en ligne : Deuxième série
- Album de La Grande Sauve, dessiné et gravé à l'eau forte, Éditeur G.M. de Moulins, Bordeaux 1851. Lire en ligne
- Guide du voyageur à Saint-Émilion, Bordeaux, Féret et fils, 1859, 202 p. (lire en ligne).
- Croix de procession, de cimetières et de carrefours (1858) Lire en ligne
- Chapiteaux romans de la Gironde (1863) Lire en ligne
- La Guienne anglaise  et La Guienne militaire. Ces deux titres, publiés en une série de fascicules à partir de 1860, sont identiques, à l'exception de la page titre. En effet, Léo Drouyn a entendu la suggestion de Pierre Castéja, maire de Bordeaux, de changer le titre pour des « raisons patriotiques »[8].

La Guienne anglaise : histoire et description des villes fortifiées, forteresses et châteaux, construits dans la Gironde pendant la domination anglaise, Bordeaux, 618 p. (lire en ligne)
La Guienne militaire : histoire et description des villes fortifiées, forteresses et châteaux, construits dans la Gironde pendant la domination anglaise, t. I, Bordeaux, 618 p. (lire en ligne)
- Bordeaux vers 1450 : description topographique, Bordeaux, Archives municipales, 1874, 648 p. (lire en ligne).
- Les Variétés Girondines (1876 - 1886)

- Un coin de l'entre-deux-mers : ou étude de mœurs au XVIIe siècle en pays bordelais (1888) Lire en ligne